# Demokratik Sol Halk Partisi
Die Demokratik Sol Halk Partisi, DSHP, (deutsch: Demokratisch linke Volkspartei) war eine politische Partei in der Republik Türkei.
Die Gründerin der Demokratischen Linkspartei Rahşan Ecevit gründete die Demokratisch linke Volkspartei mit anderen ehemaligen DSP-Mitgliedern, die ebenfalls unzufrieden mit dem politischen Kurs der DSP nach dem Tod Bülent Ecevits waren. Rahşan Ecevit gab zur Gründung der Partei folgende Stellungnahme ab: „Genau aus diesem Grund [die zunehmende Aktionslosigkeit der Partei und die Abweichung vom Kurs Bülent Ecevits] sind diejenigen, die aus der Demokratischen Linkspartei (DSP) ausgetreten sind und die Ideen Bülent Ecevits alsbald realisieren wollen und die Regierung der Partei für Gerechtigkeit und Aufschwung beenden wollen und einen Beitrag zur Formierung einer Regierung, die der Republik Türkei genügt, leisten wollen, unter dem Namen Demokratik Sol Halk Partisi zusammengekommen und haben ihre Arbeit aufgenommen.“
Am 13. Januar 2010 trat Cevizoğlu als Parteivorsitzender zurück. Mit ihm traten der stellvertretende Parteivorsitzende İsmail Dükel, der Generalsekretär Özkan Leblebici und seine Stellvertreter Murat Ali Sakal und Aytaç Tiryaki zurück.
Im Mai 2010, nach Deniz Baykals Rückzug aus der Führung der Cumhuriyet Halk Partisi (CHP), gab es starke Unterstützung für Kemal Kılıçdaroğlu innerhalb der linksgerichteten Medien. Rahşan Ecevit unterstützte ebenfalls Kılıçdaroğlu, um die Einheit in der türkischen Linken zu erhalten. Sie trat dem CHP-Kongress am 22. Mai 2010 bei, als Kılıçdaroğlu zum neuen Vorsitzenden gewählt wurde. Schließlich entschied das Gründungsdirektorium, die Partei am 12. Juni 2010 zu schließen.